# Cotton Fitzsimmons
Pour les articles homonymes, voir Fitzsimmons.
Lowell Fitzsimmons (né le 7 octobre 1931 ; décédé le 24 juillet 2004), plus connu sous le nom de "Cotton", était un entraîneur de basket-ball de NCAA et de National Basketball Association. Natif de Hannibal, Missouri, il commença à l'Université de Midwestern State à Wichita Falls, Texas. Il entraîna les Suns de Phoenix à trois reprises et est souvent crédité comme l'architecte des succès des Suns dans les années 1980 et au milieu des années 1990.

## Biographie
Il obtint son premier emploi d'entraîneur à Moberly, Missouri en Junior College en 1956 où il resta onze saisons, avec en point d'orgue deux titres de champion NJCAA, en 1966 et 1967. En 1968, Fitzsimmons fut engagé par l'Université de Kansas State, où il fut entraîneur en chef pour seulement deux saisons avant d'arriver en NBA.
Lors de la saison 1970-1971, Fitzsimmons remplaça Jerry Colangelo en tant qu'entraîneur des Suns. Il prit en main l'équipe lors de sa première saison positive, finissant avec un bilan de 48 victoires-34 défaites lors de cette saison.
Lors de la saison 1972-1973, Fitzsimmons alla entraîner les Hawks d'Atlanta. Il retourna à Phoenix en 1975, devenant résident permanent, bien qu'il entraînait toujours les Hawks. L'une des principales raisons pour lesquelles il accepta d'entraîner les Hawks était l'occasion de diriger Pete Maravich. Lors de la saison 1976-1977, il devint directeur des joueurs de l'équipe championne NBA des Warriors de Golden State. 
Lors de la saison 1977-1978, Cotton Fitzsimmons fut engagé en tant qu'entraîneur des Braves de Buffalo. Il y resta une saison, avant d'être engagé par les Kings de Kansas City pour devenir leur entraîneur. Avec les Kings, il remporta le trophée de NBA Coach of the Year en 1978-1979.
Lors de la saison 1984-1985, il devint entraîneur des Spurs de San Antonio. L'année suivante, en 1985, il fut intronisé au National Junior College Hall of Fame.
Il obtint un nouvel honneur en 1988 en étant intronisé au Missouri Sports Hall of Fame. Il retourna dans l'organisation des Suns lors de la saison 1988-1989, étant à l'origine du transfert envoyant Larry Nance aux Cavaliers de Cleveland contre Kevin Johnson, Mark West et un futur premier tour de draft. 
Cotton Fitzsimmons fut critiqué par les fans des Suns et par les observateurs après ce transfert; Nance était très populaire à Phoenix. D'autant que les Suns réalisèrent une mauvaise saison 1987-1988 où ils remportèrent seulement 28 rencontres en en perdant 54 et l'équipe fut secoué par un scandale de dopage. Possédant le quatorzième choix de la draft 1988, les Suns sélectionnèrent Dan Majerle et la franchise connut un retournement de situation, gagnant 55 rencontres en en perdant 27, avant d'atteindre la finale de la Conférence Ouest lors de cette saison, où ils furent battus par les Lakers de Los Angeles.
Lors de cette saison 1988-1989, il remporta un second trophée de NBA Coach of the Year.
Après une nouvelle saison victorieuse, les Suns retournèrent en play-offs en 1989-1990. Cette fois-ci, ils retournèrent la situation en leur faveur face aux Lakers, les battant 4 rencontres à 1 en demi-finales de Conférence Ouest, mais une nouvelle fois, l'équipe de Fitzsimmons fut battue en Finale de Conférence Ouest perdant contre les Trail Blazers de Portland, 4 rencontres à 2.
Lors de la saison 1990-1991, les Suns échouèrent contre le Jazz de l'Utah au premier tour des play-offs, 3 matches à 1. En 1991-1992, Cotton Fitzsimmons devint le sixième entraîneur de l'histoire de la NBA à atteindre les 800 victoires. Après avoir perdu contre les Trail Blazers en demi-finale de Conférence Ouest, 4 matches à 1, Fitzsimmons prit sa retraite d'entraîneur, pour devenir vice-président des Suns. Ami de longue date de Colangelo, il le soutint dans le transfert de Jeff Hornacek, Andrew Lang et Tim Perry contre Charles Barkley et l'aida aussi dans la signature de l'agent libre Danny Ainge. Il fut aussi commentateur à la télévision, avec Al McCoy pour les matches des Suns.
En 1995-1996, il redevint entraîneur des Suns pour la troisième fois, aidant les Suns à rejoindre play-offs, où ils échouèrent face aux Spurs, 3 rencontres à 1. Au moment de sa retraite, il compilait 832 victoires et 775 défaites, faisant de lui le huitième entraîneur le plus victorieux de l'histoire de la NBA. Il a depuis glissé à la dixième place.
On lui diagnostiqua un cancer, qui lui coûta la vie. Sa famille choisit de garder son état de santé secret. Plusieurs mois après le diagnostic de son cancer, sa condition se dégrada à cause d'un accident vasculaire cérébral. Il souffrit de deux autres AVC avant que sa famille révèle son état de santé au public puis qu'il ne soit admis à l'hôpital où il s'éteignit le 24 juillet 2004.
Fitzsimmons était très populaire chez les fans des Suns et dans l'organisation des Suns. À Phoenix, on arrêtait souvent sa voiture pour qu'il signe des autographes aux fans.